# Wahiba Rahal
Pour les articles homonymes, voir Rahal.
Wahiba Rahal , née le 20 décembre 1977  à Kouba , est une footballeuse internationale algérienne jouant au poste de défenseur.

## Biographie

### Carrière en club
Wahiba Rahal joue pour la ASE Alger Centre depuis 1997.

### Carrière internationale
Rahal est sélectionnée en équipe d'Algérie lors du Championnat d'Afrique féminin de football 2004.